# Ludwig Abels
Ludwig W. Abels (* 16. März 1867 in Wien; † 2. Juni 1937 in Paris) war ein österreichischer Schriftsteller und Kunstkritiker.

## Leben
Ludwig Abels (Ludwig Abeles) war der Sohn eines Uhrmachers aus Wien. Bereits während der Schulzeit von 1877 bis 1884 am k. k. Franz-Joseph-Gymnasium wurde sein schriftstellerisches Talent entdeckt. Adolf Wilbrandt, Joseph Weilen und Hermann Rollett förderten die Entwicklung seiner poetischen Begabung. Letztere erwirkte Abels auch die Möglichkeit, ab 1885 an der Universität Wien Philosophie und Germanistik zu studieren. Als Student legte er 1889 öffentlich den jüdischen Glauben nieder. Nachdem er diesen Austritt widerrufen hatte, trat er im Jahre 1898 zum zweiten Male aus der jüdischen Gemeinde aus.
Ab 1892 setzte Ludwig Abels seine Studien an der Universität Berlin fort. Nach erfolgreichem Studienabschluss blieb er als freischaffender Schriftsteller in Berlin. Dort redigierte er kurzzeitig die satirische Wochenschrift „Das Narrenschiff“ und pflegte Kontakte zu zeitgenössischen Schriftstellern wie Theodor Fontane oder Rainer Maria Rilke.
Im Jahre 1898 heiratete er und zog mit seiner Ehefrau Anna Emilie Abels  geb. Mewes (1875–1939) zurück nach Österreich. Dort ließ er sich zunächst in Wien und dann in der Nähe von Pernitz in Niederösterreich nieder. In Wien bot er insbesondere Kunstwanderungen an. Seine Tochter Erika Abels d’Albert wurde später Künstlerin.
Aufgrund wirtschaftlicher Erwägungen verließ er mit seiner Familie 1929 Österreich und zog in die französische Hauptstadt Paris, wo er 1937 starb und beerdigt wurde.

## Werke (Auswahl)
- Am Zahltag (Volksstück), 1893.
- Aus der Schule der Liebe, 1897.
- Die Kunstwelt: Zeitschrift für Kunstpflege und Sammelwesen, 1905 (Reprint 2020).
- Alt-Wien. Die Geschichte seiner Kunst, 1909.
- Wien und Niederösterreich – Ein Album, 1928.